# Serra do Capa Bode
A Serra do Capa Bode é uma cadeia de montes situada no estado brasileiro da Bahia, na divisa entre as cidades de Mucugê e Andaraí. Parte do acidente geográfico está situado no interior do Parque Nacional da Chapada Diamantina, e no folclore local é visitado por discos voadores. Seu nome ter-se-ia originado por o lugar ter um curral onde, pelo frio da altitude, eram levados animais para serem castrados e, com isso, diminuir a chance de infecções.
É um dos atrativos turísticos aos que fazem a trilha histórica que leva de Mucugê ao povoado de Igatu, que tem início no "Mirante da Cascalheira", acessível por automóvel. Esse lugar tem o nome por ali ter sido extraído o cascalho usado no asfaltamento da rodovia BA-142, e é bastante conhecido por visitantes que vão avistar aves, estrelas e, também, ufólogos.
Geologicamente pertence à chamada Formação Tombador, formando um "platô com terreno arenoso e seco", segundo Ricardo Borges.
A serra é o habitat de uma das plantas emblemáticas da região central da Chapada, a endêmica Syngonanthus mucugensis, espécie de "sempre-viva" nativa da região de Mucugê, em altitudes de 1 100 a 1 500 metros. Sua abundância inicial converteu-se numa fonte de renda aos moradores que, com o artesanato, tinham nela uma fonte de renda, gerando uma exploração que colocou-a em ameaça e motivou a criação do "Projeto Sempre-Viva", matriz que originou o Parque Municipal de Mucugê e ações para sua conservação.
A serra por vezes é duramente atingida por incêndios, durante o período de estiagem, como o que ocorreu em 2011, ou em 2020.